# 南橋直哉
南橋 直哉（みなみはし なおや、1989年8月10日 - ）は、ラグビーユニオンの選手。

## 略歴
小学校では軟式野球をやっていたが、兄の影響で中1からラグビーを始めた。伏見工業高校（現・京都工学院高校）時代は高校日本代表に選ばれた。
2008年、帝京大学に入学。2011年、BKリーダーに就任した。帝京大学時代の同級生に伊藤拓巳、權正赫、滑川剛人、白隆尚、森田佳寿、吉田康平らがいる。
2012年、神戸製鋼コベルコスティーラーズ(現・コベルコ神戸スティーラーズ)に加入。
2013年10月6日に行われたジャパンラグビートップリーグ第5節のトヨタ自動車ヴェルブリッツ戦に先発出場で公式戦初出場を果たす。
2018年、宗像サニックスブルースに加入。
2019年、キヤノンイーグルス(現・横浜キヤノンイーグルス)に加入。
2025年5月、横浜キヤノンイーグルスを退団。